# Росошани
Росоша́ни — село в Україні, у Кельменецькій селищній громаді Дністровського району Чернівецької області. 
У селі діє пункт контролю через державний кордон з Молдовою Росошани—Бричани.

## Географія
Відстань до Кельменців становить понад 16 км і проходить автошляхом Р63, який переходить у Т 2627 за 12 км від залізничної станції Ларга.

## Історія
Вперше Росошани згадуються в письмових документах 5 вересня 1622 року.
У роки Другої світової війни до Червоної армії були мобілізовані 372 мешканці села.
У 1946—1947 роках жителі села пережили голод, селяни зазнали репресій та колективізації.
З 1991 року в складі незалежної України.
В 2021 році шляхом об'єднання сільських рад, село увійшло до складу Кельменецької селищної громади.

## Інфраструктура
За радянських часів у селі розташовувався колгосп ім. газети «Правда», створений у 1947 році, мав 1993 га землі, у т. ч. 1750 га орної, 52 га садів, 17 га виноградників. У колгоспі було понад 2,5 тис. голів худоби. Господарство багатогалузеве, в 1950—1956 рр. було учасником Всесоюзної сільськогосподарської виставки. За виробничі успіхи колгосп нагороджений бронзовою медаллю і премійований двома автомашинами. За трудові досягнення 30 колгоспників удостоєні урядових нагород. Тракторній бригаді присвоєно звання бригади комуністичної праці.
В селі є середня школа, Будинок культури, бібліотека, дитячі ясла. В селі працюють швейна майстерня, медпункт, пологовий будинок, стоматологічний кабінет, поштове відділення, 5 промтоварних та продовольчих магазинів, їдальня, лазня. За роки Радянської влади в селі споруджено 300 нових житлових будинків.

## Населення
На 1970 рік населення становило 2392 осіб.
Згідно з переписом УРСР 1989 року чисельність наявного населення села становила 2200 осіб, з яких 970 чоловіків та 1230 жінок.
За переписом населення України 2001 року в селі мешкало 2097 осіб.

### Мова
Розподіл населення за рідною мовою за даними перепису 2001 року:
| Мова       | Відсоток |
| ---------- | -------- |
| українська | 97,27 %  |
| молдовська | 1,60 %   |
| російська  | 1,13 %   |

## Відомі люди
- Вітренюк Григорій Васильович (нар. 1933) — новатор сільськогосподарського виробництва, заслужений працівник сільського господарства УРСР.
- Остролуцька Лариса Миколаївна (нар. 1951) — українська журналістка, заслужений журналіст України.
- Якубенко Віктор Степанович (нар. 1952) — видатний громадський діяч, голова селищної ради, заступник голови районної державної адміністрації, почесний громадянин Росошанівської територіальної громади.

## Галерея

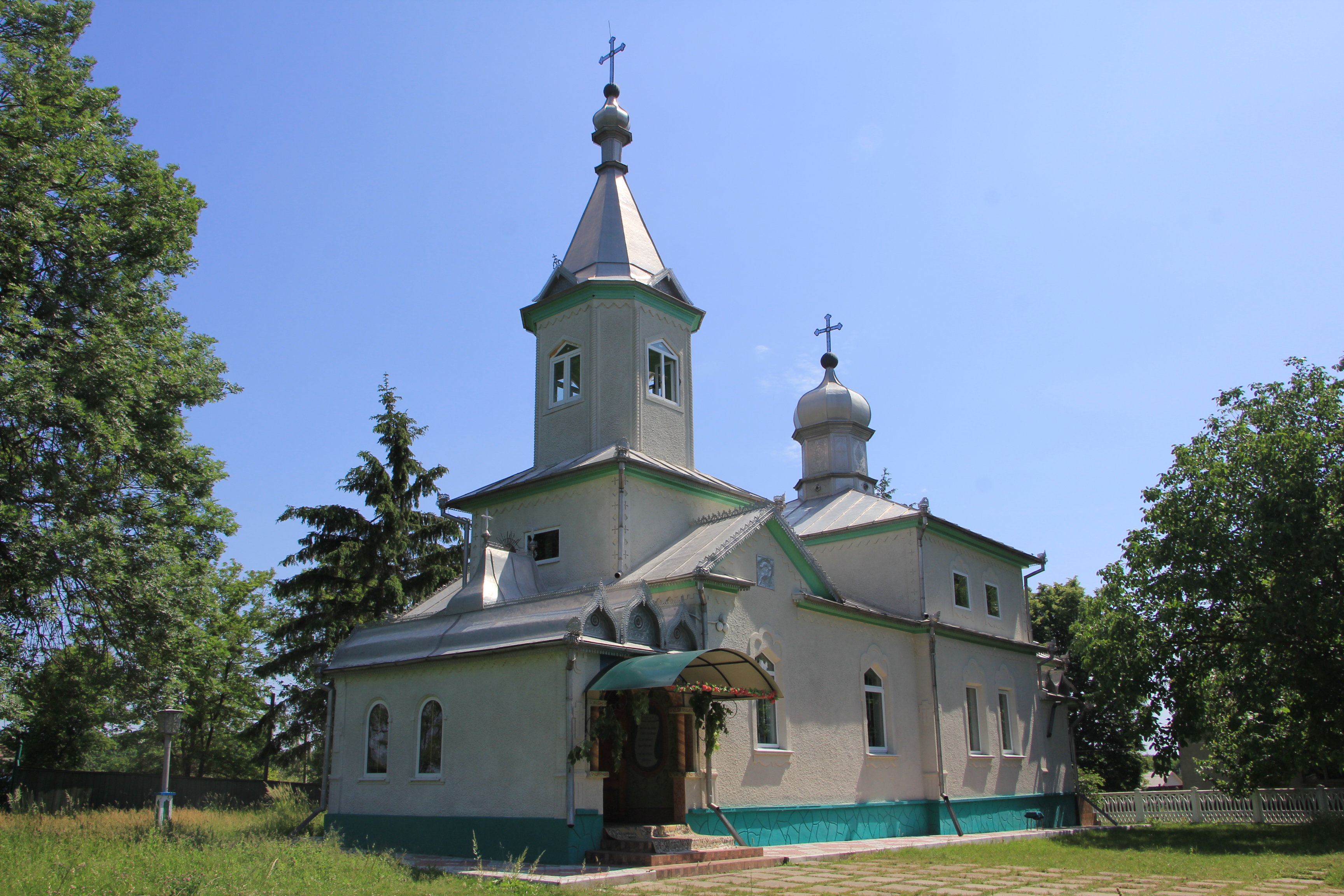
Церква Св. Дмитра 1885 с. Росошани
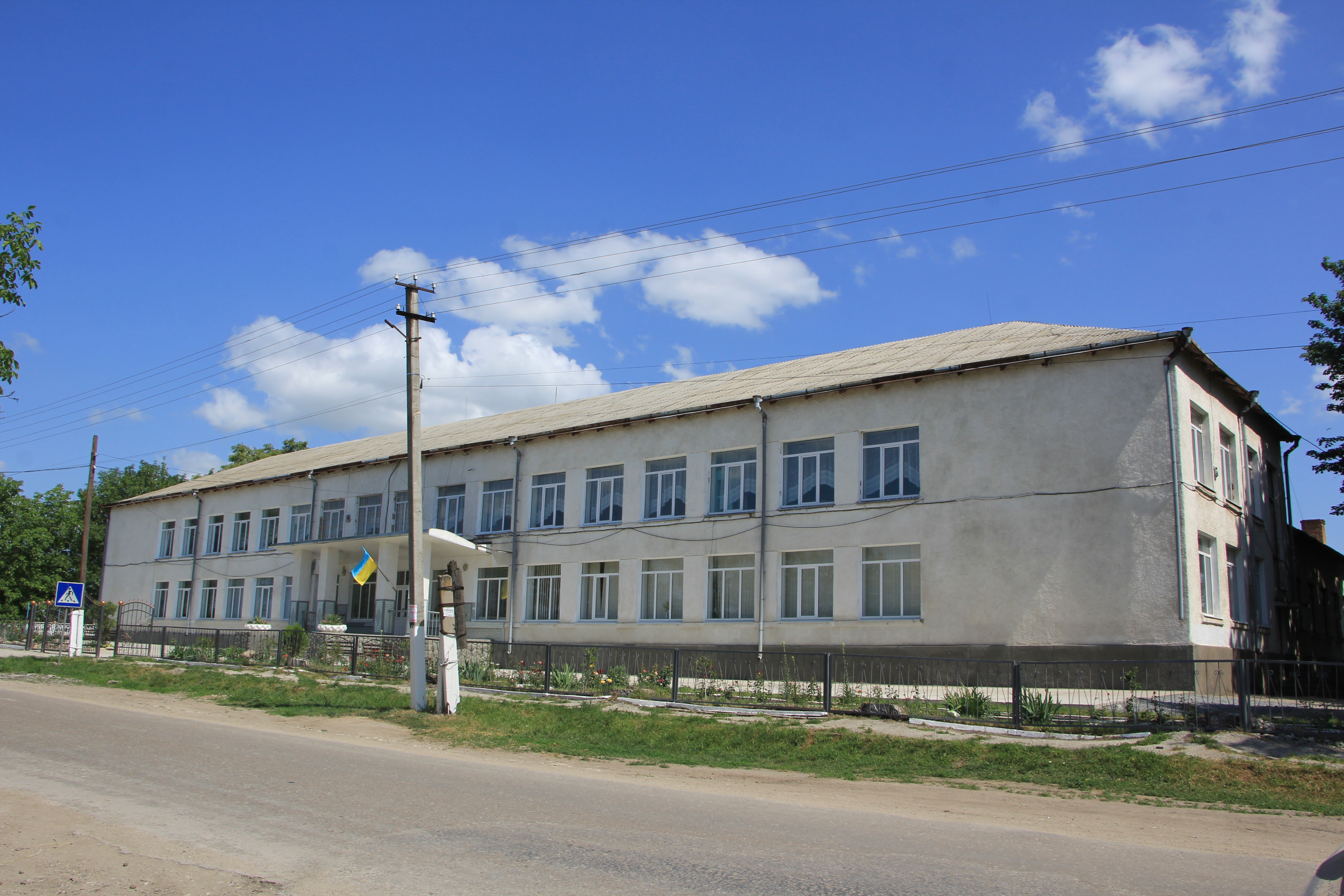
Школа с. Росошани